# سلسلة راديون آر إكس 6000
سلسلة Radeon RX 6000 هي سلسلة من وحدات معالجة الرسومات التي طورتها شركة AMD، وتستند إلى معمارية RDNA 2. تم الإعلان عنها في 28 أكتوبر 2020، وتعتبر خليفة لسلسلة Radeon RX 5000.
تعتمد سلسلة Radeon RX 6000 على معمارية RDNA 2 المتطورة، والتي تقدم تحسينات كبيرة في الأداء والكفاءة مقارنة بالجيل السابق. تم تصميم وحدات معالجة الرسومات في هذه السلسلة لتوفير أداء رسومي متقدم ومتفوق في الألعاب وتطبيقات الرسوميات الأخرى.
تتمتع سلسلة Radeon RX 6000 بميزات مثل تقنية تتبع الأشعة المتقدمة (Ray Tracing)، وتقنية تجميع الظلال (Shadow Accelerators)، وذاكرة عالية السرعة من نوع GDDR6 لتحقيق أداء ممتاز وجودة رسوميات عالية الدقة.
السلسلة تهدف إلى تقديم تجربة رسومية متفوقة للمستخدمين ومحترفي الألعاب ومطوري البرامج، وتعد خيارًا قويًا في عالم وحدات معالجة الرسومات على أساس معمارية RDNA 2.

## ميزات سلسلة راديون ار اكس 6000
مميزات سلسلة AMD Radeon RX 6000:
- تدعم معمارية RDNA 2
- عملية تصنيع TSMC N7 الجديدة
- عملية تصنيع TSMC N6 جديدة لـ RX 6500 وRX 6400
- دعم دايركت اكس 12
- تمت إضافة ذاكرة تخزين مؤقت L3 (تحمل علامة Infinity Cache)، تصل إلى 128 ميجابايت
- تدعم ذاكرة GDDR6
- واجهة PCIe من الجيل الرابع
- تمت إضافة دعم تتبع الشعاع
- دعم فك تشفير الفيديو AV1
- تمت إضافة وظيفة شريط يمكن تغيير حجمه
- منفذ العرض 1.4 أ
- دعم اتش دي ام اي 2.1

## أنظر أيضا
- سلسلة راديون آر إكس 5000
- سلسلة راديون آر إكس 7000
- راديون برو
- الهندسة المعمارية الدقيقة RDNA
- قائمة وحدات معالجة الرسومات AMD

## روابط خارجية
- الموقع الرسمي
- جدول مواصفات مجموعة الشرائح المقارنة - AMD Radeon RX 6950 XT وRX 6900 XT وRX 6800 XT وRX 6800 وRX 6750 XT
- بنية مجموعة التعليمات RDNA 2